# سياسبقة

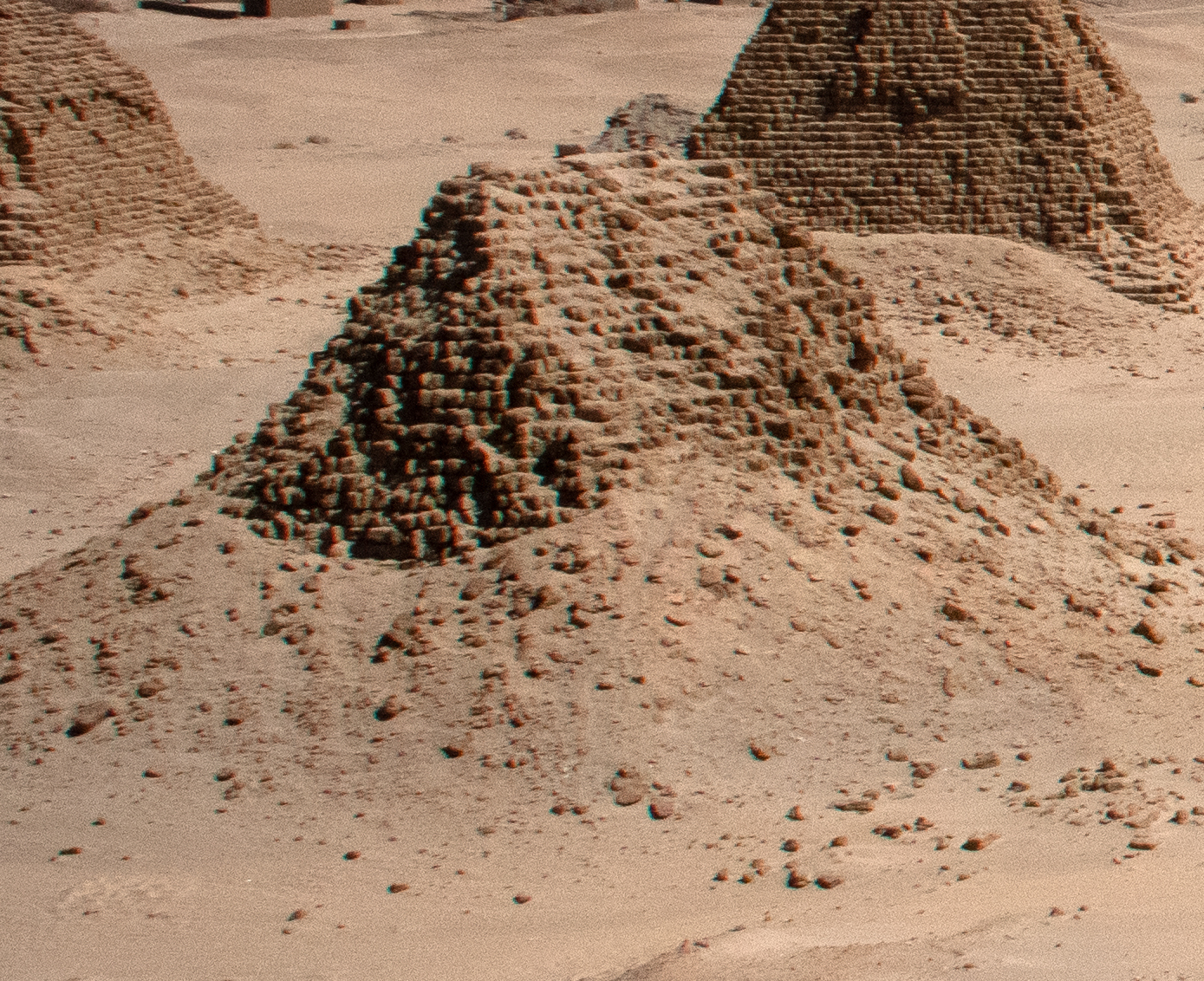
هرم سياسبقة في مروي (رقم 4)

سياسبقة هو أحد ملوك كوش من مروي حمل كوش لما يقرب من عشرين عاما، لا يُعرف سوى القليل جدًا عن أنشطة سياسبقة فيما بعد بنائه هرمه في مروي (مروي 4)، يوجد في الهرم العديد من اللوحات المنقوشة التي تحمل اسمه والعديد من المصنوعات اليدوية التي تشير إلى أنه كان غنيًا. لا شيء معروف على وجه اليقين بشأن العلاقات بين سياسبقة وسلفه أماني ستبرقة وخليفته نساخما. ربما كانت الملكة بيانخكوقا المدفونة في نوري 29 قرينته.

## اسمه وتسلسل العرش
يعرف سياسبقة بثلاثة أسماء أو أقل. أبرزها اسمه الشخصي سياسبقة ولقب العرش سيغيرهتاوير الذي يعني "رع حامي الأرضين" وربما لقب بسومينخرتنتجر.
الاسم الأخير مختلف فيه ما إن كان فعلا اسمه أو مجرد اسم طقوسي مرتبط ببناء الهرم. قد يشير اسمه سيغيرهتاويرا إلى مشروع لغزو مصر وضمها لحكم كوش أو مفاوضات سلمية لتحقيق الوحدة السياسية بين البلدين. كما يُحتمل أن كلمة "الأرضين" هنا ترمز إلى أراضي كوش ومصر وليس التفسير المتعارف عليه بأراضي مصر العليا والسفلى. من الممكن أيضًا أن شيشر اللقب إلى اسم حورس سِهرتاوي الذي ُلقب به الملك الكوشي سنكامانيسكين في القرن السابع قبل الميلاد، والذي كان يهدف إلى ضم مصر لحكمه.
يُرجح من ترتيب الأهرام في مروي أنه كان خليفة أمانيستبرقة الذي ربما حكم بين 510-487 قبل الميلاد وسلف الملك نساخمة. هناك تقديرات عدة لبداية ونهاية فترة حكمها أولها 489-471 قبل الميلاد أو 487-468 قبل الميلاد أو478-458 قبل الميلاد، أي أنه معاصر محتمل للإمبراطور الأخميني خشايارشا الأول حاكم مصر آنذاك.

## الأثار
تُثبت العديد من الاكتشافات وجود سياسبقة معظمها من نوري. من بين هذه الاكتشافات جرة عُثر عليها في غرفة هرمه الشعائرية بها اسم عرشه واسم سياسبقة، وجعران ولوحة جرانيتية كبيرة منقوشة بنص جنائزي، تحمل اسمه مسبوقًا بلقب "سا را". تُصور اللوحة سياسبقة وهو يعكف على عبادة أوزوريس وإيزيس وأنوبيس.
كما اكتشفت لوحة أخرى من الجرانيت يُحتمل أنها كانت جزءًا من معبد نوري 4 في معبد نوري 100. وكان في مدخل المعبد ودرجه أيضًا ألواح أخرى من الجرانيت منقوش فيها خراطيش الملك. توجد كل القطع السابق ذكرها الآن في متحف السودان القومي في الخرطوم.
أول من نقب في الهرم هي بعثة مشتركة بين جامعة هارفارد ومتحف بوسطن للفنون الجميلة في عام 1917. اكتشفت البعثة ما لا يقل عن 11 قطعة من الأوشبتي المحطم الذي خلفه اللصوص والنصف العلوي لأحدها موجود حاليًا في متحف بوسطن للفنون الجميلة. كما اكتشفوا أسطوانة من حجر بيريل وأقراص ذهبية مزينة بالخرز وقطع من رقائق الذهب ووردة ذهبية وحلقات أصابع ذهبية غير منقوشة وكلها ربما كانت تخص للملك. 
اكتشفت بعثة منفصلة في عام 1922 لوحة ذهبية كانت جزءًا من رواسب الأساس في هرم الملك في نوري هي الآن في المتحف البريطاني. كما عُثر على قطع من الأمازونيت والأردواز والحجر الجيري من تابوت سياسبقة وإناء قرابين صغير وكوبين مصنوعين من الطين. يوجد اسم سياسبقة على الأشياء التذكارية من معبد آمون في مروي.

## الهرم
دُفن سياسبقة في هرم شيده لنفسه في مقبرة نوري الملكية يُعرف حاليًا بهرم نوري 4. بني الهرم من الحجر الرملي، تبلغ مساحته 26.95 مترًا مربعًا (290.1 قدم مربع) لكن يصعب معروفة ارتفاع هرمه الأصلي بسبب الأضرار التي لحقت به. توجد غرفة شعائرية بجوار الجهة الجنوبية الشرقية للهرم بها لوحة جرانيتية كبيرة من الجرانيت. يُعتقد أن جدران الغرفة كانت مغطاة بطبقة بيضاء محفور عليها نقوش هيروغليفية بألوان الأحمر والذهبي.
بني الهرم على ثلاث غرف تحت الأرض، ويُدخل إليها تباعًا عبر ممر طويل يمكن الوصول إليه عبر 49 درجة تبدأ من مستوى الأرض، ويبعد المدخل حوالي 40 م (130 قدم) عن الغرفة الشعائرية. الممر مغلقًا بجدار حتى الآن، تمكن اللصوص من الدخول إلى الهرم عبر حفر حفرة عمودية من سطح الأرض تؤدي مباشرة خلف الجدار. تبلغ أبعاد الغرفة الأولى 4.9 م × 4 م (16 قدم × 13 قدم) أرضيتها مرصوفة والغرفة الثانية مساحتها 5.8 م × 5.9 م (19 قدم × 19 قدم) وأرضيتها غير ممهدة. أما الغرفة الثالثة والأكبر فتبلغ مساحتها 7.50 م × 6.65 م (24.6 قدم × 21.8 قدم) وأرضيتها مرصوفة من الحجر الرملي والجرانيت.
كانت غرفة الدفن تحتوي في الأصل على تابوت خشبي بشري واحد أو ربما اثنين، وكانا مزخرفين باستخدام مواد فاخرة مثل حجر السج واللازورد والأردواز والمرمر. يوجد بالمكان أربع شظايا قد تكون جزءًا من جمجمة بشرية.